# Артеушка
Арте́ушка (рос. Артеушка) — селище у складі Могочинського району Забайкальського краю, Росія. Входить до складу Могочинського міського поселення.

## Населення
Населення — 94 особи (2010; 128 у 2002).
Національний склад (станом на 2002 рік):
- росіяни — 96 %